# 시드니 왕립식물원

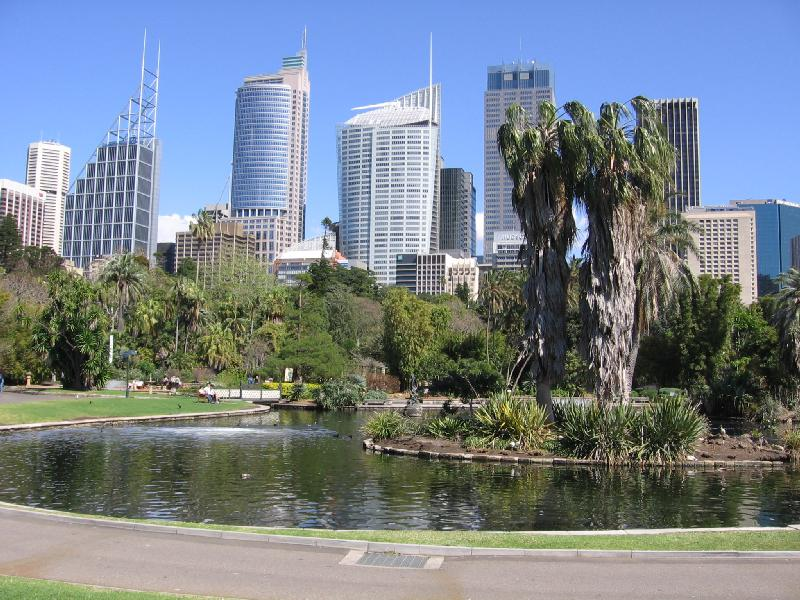
시드니 왕립 식물원

시드니 왕립 식물원(Royal Botanic Gardens, Sydney)은 오스트레일리아 뉴사우스웨일스주 시드니 중심 업무 지구에 위치한 식물원으로 마운트 아난 식물원, 마운트 토마 식물원과 함께 시드니 내에 위치한 대중에게 개방된 식물원 중, 3대 메이저 식물원이다. 이 공원은 도메인 공원과 인접하여 있어 함께 관리되며 연중 무휴로 운영되고 자유로이 개방되어 있다.

## 위치
왕립 식물원은 팜 코브에 위치하고 있으며 시드니 오페라 하우스와 서큘러 퀴, 맥쿼리 스트리트를 끼고 바로 동쪽에 위치하고 있다. 남쪽 끝에는 케이힐 고속도로가 식물원의 동쪽 끝부분을 향해 건설되어 있으며, 아트 갤러리 로드 또한 남쪽 끝에 위치하고 있다.

## 역사

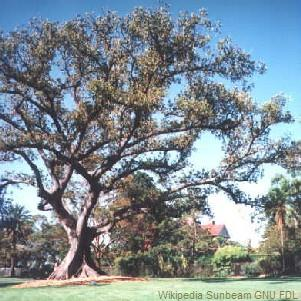

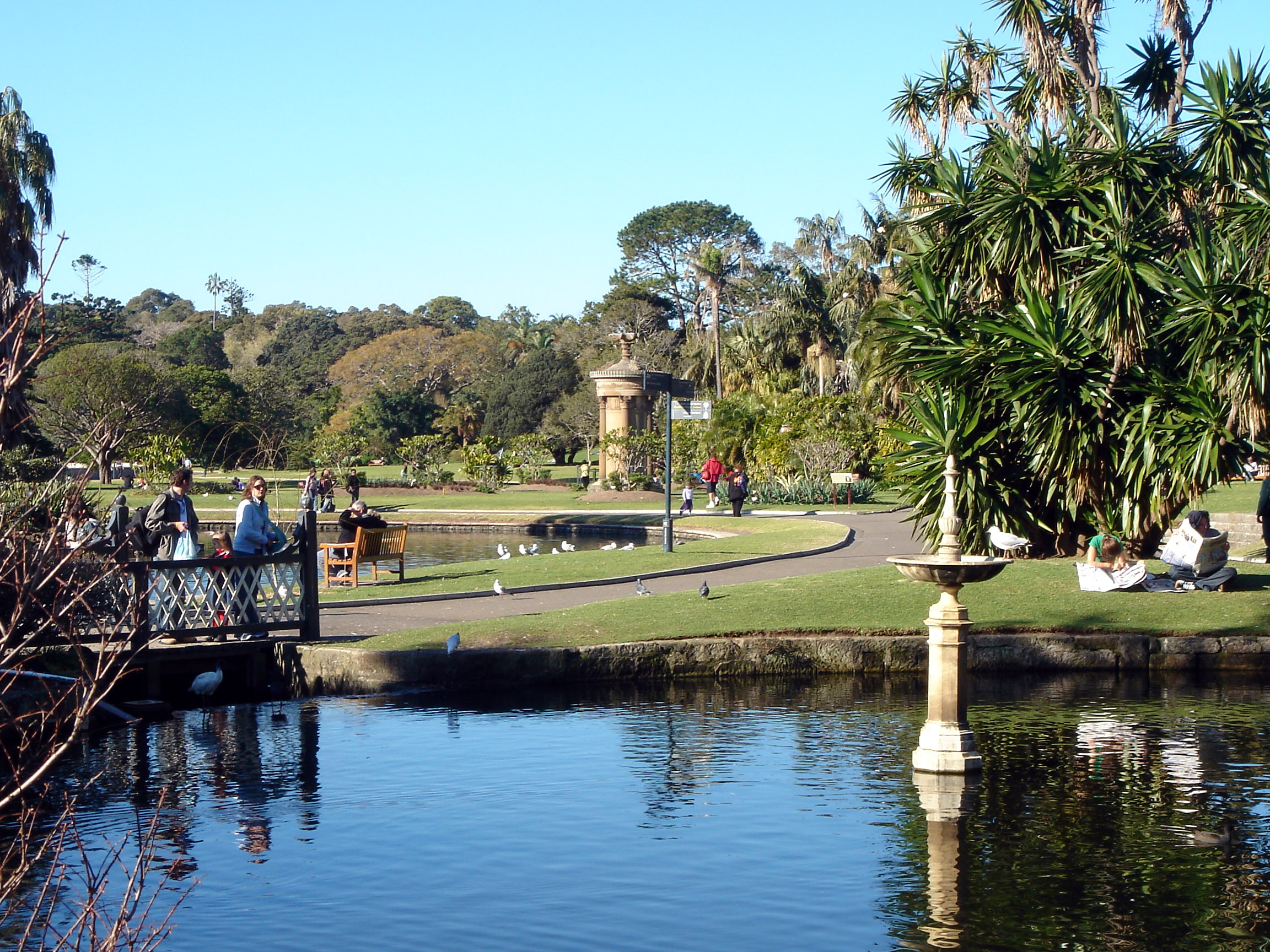

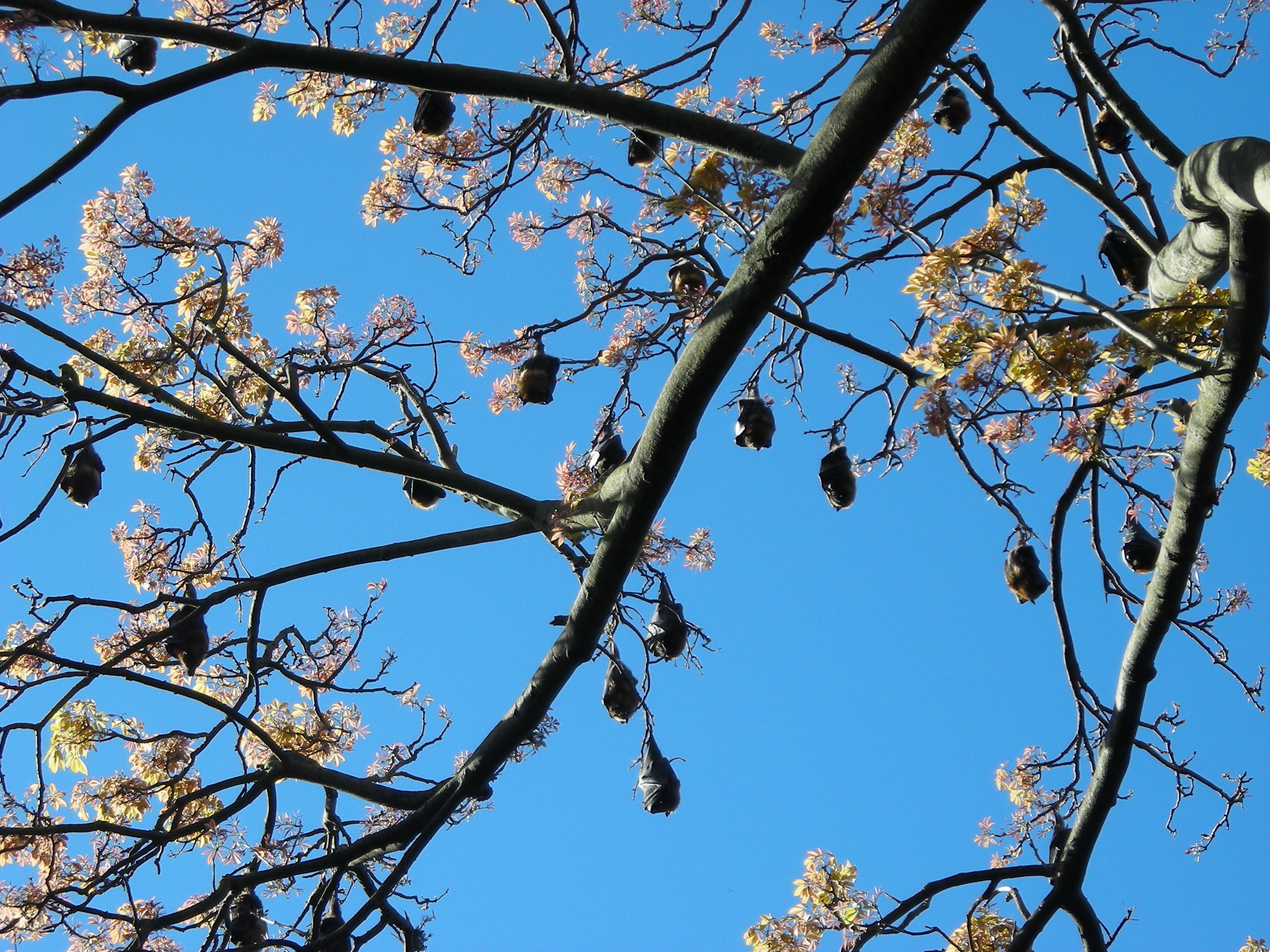

팜 코브에 위치한 오스트레일리아 대륙의 첫 번째 농장인 '나인 에이커스 인 콘(nine acres in corn)'이 필립 총독에 의해 1788년 설립되었다. 비록 이 농장은 실패하였지만 비교적 비옥하지 못한 땅에서의 생산성 향상 방법을 찾기 위한 방안으로 그때부터 주변의 땅은 경작지로 활용되기 시작되었다.
과거 왕립 식물원 원장이었던 무어와 에른스트 베체는 뉴사우스웨일스 주의 식물 생태 논문을 발표하고 보타닉 가든에 식물 과학 센터를 설립했다.
다른 시설로 마운트 토마 식물원 (1987년), 마운트 아난 식물원 (1988년), 트로피컬 센터 (1990년) 온실이 있으며 1986년 캐릭 챔버스 교수가 식물원의 9번째 원장으로 재직 당시 대중에 개방되었다. 왕립 식물원은 1991년 175주년 기념 행사를 가졌으며, 캐릭 챔버스 교수가 10년동안 식물원의 원장으로 재직하는 동안 로즈 가든 (1988년), 양치 식물 숲 (1993년), 허브 가든 (1994년), 오리엔탈 가든 (1997년)이 개장하였고 희귀종, 멸종 식물 가든 (1998년)을 만들어 방문자로 하여금 식물 생태 체험의 폭을 넓힐 수 있도록 하였다. 또한 미래의 요구에 대한 광범위한 지원을 준비하기 위해 왕립 식물원 재단이 설립되었다.
2003년, 3개의 식물원과 도메인 공원을 함께 관리하는 Royal Botanic Gardens & Domain Trust를 설립하고 기존 Royal Botanic Gardens Sydney에서 관리하던 왕립 식물원의 관리 및 운영 권한을 Botanic Gardens Trust 로 이전하였다.
현재의 왕립 식물원장은 팀 엔트위스트 박사이다.

## 같이 보기
- 시드니 도메인